# 皮拉尼亚斯
皮拉尼亚斯是巴西阿拉戈斯州的一个市镇。总面积407.65平方公里，总人口23809人，人口密度58.4人/平方公里。